# Peter Reddaway
Peter Brian Reddaway (18 september 1939 – 29 juli 2024) was een Brits-Amerikaanse politicoloog en historicus. Hij was, samen met Karel van het Reve en Jan Willem Bezemer, oprichter en bestuurder van de Alexander Herzenstichting.

## Leven en werk
Reddaway behaalde zijn bachelor- en mastergraad aan de Universiteit van Cambridge. Hij deed afstudeervakken aan de Harvard-universiteit, de Universiteit van Moskou en de  London School of Economics and Political Science. Aan deze laatste school heeft hij ook gedoceerd.
Verder was hij directeur van het Kennan Institute for Advanced Russian Studies in Washington D.C. waarna hij hoogleraar werd aan de George Washington-universiteit. Hij doceerde onder andere geschiedenis van de Sovjet-Unie, politieke ontwikkelingen in het post-sovjettijdperk, Ruslandkunde en Oost-Europese geschiedenis en ontwikkeling. Hij is in 2004 met emeritaat gegaan.
In 1969 richtte Reddaway de Alexander Herzenstichting op, samen met de slavist Karel van het Reve en de historicus Jan Willem Bezemer, met als doel het uitgeven van dissidente sovjetpublicaties. De Alexander Herzenstichting is er als eerste in geslaagd om in de Westerse wereld de toenmalige sovjetdissidenten Andrej Amalrik, Joeli Daniël, Larissa Bogoraz, Andrej Sinjavski en Pavel Litvinov uit te geven.
Reddaway overleed op 29 juli 2024 op 84-jarige leeftijd.

## Publicaties (selectie)
- Uncensored Russia: The Human Rights Movement in the USSR (1972)
- Psychiatric Terror: How Soviet Psychiatry is Used to Suppress Dissent (met S. Bloch, 1977)
- Soviet Psychiatric Abuse (met S. Bloch, 1984)
- Authority, Power and Policy in the USSR (red. met T.H. Rigby en A. Brown, 1980)
- The Tragedy of Russia's Reforms: Market Bolshevism Against Democracy (met D.Glinski, 2001)
- The Dynamics of Russian Politics: Putin's Reform of Federal-Regional Relations (met R. Orttung, deel 1 in 2003, deel 2 in 2004)